# Bulmastif
Bulmastif (oryginalna nazwa bullmastiff) – rasa psa zaliczana do grupy molosów w typie mastifa (typ dogowaty), wyhodowana w XIX wieku w Anglii jako pies stróżujący. Obecnie pełni również funkcję psa-towarzysza.

## Rys historyczny
Powstał w wyniku krzyżowania angielskich molosów: buldogów i mastifów. Bulmastif jest lżejszej budowy i mniejszych rozmiarów od mastifa. Łączy w sobie spokój, opanowanie buldoga z silnym charakterem i instynktem obronnym mastifa.

## Klasyfikacja
W klasyfikacji FCI rasa ta została zaliczona do grupy II – Pinczery, sznaucery, molosy i szwajcarskie psy do bydła, sekcja 2.1 – Molosy typu mastifa. Psy tej rasy nie podlegają próbom pracy.
Zgodnie z klasyfikacją amerykańską należy do grupy psów pracujących.

## Użytkowość
Zaliczany do psów obronnych.

## Temperament
Inteligentny i energiczny o spokojnym temperamencie. Zrównoważony i czujny. Hodowany jako pies stróżujący. Jest psem odważnym i odpornym na ból. Wymaga konsekwentnego postępowania i socjalizacji w związku z tendencją do dominacji wobec zwierząt i ludzi.

## Szata i umaszczenie
Krótka sierść o barwie płowej, rudobrązowej lub pręgowanej, zazwyczaj z czarną maską; dopuszczalne białe znaczenia na piersi.

## Utrzymanie i pielęgnacja
Wymaga regularnego usuwania martwego włosa oraz zaspokojenia sporych potrzeb ruchowych.